# Siergiej Pietrow (polityk)
Siergiej Porfirjewicz Pietrow (ros. Сергей Порфирьевич Петров, ur. 16 października 1889 we wsi Attikowo w guberni kazańskiej, zm. 10 sierpnia 1942 w obwodzie karagandyjskim) – radziecki działacz partyjny.

## Życiorys
W 1913 skończył kursy rachmistrzowskie, 1916 został wcielony do rosyjskiej armii, w sierpniu 1917 wstąpił do SDPRR(b). Od 1918 do kwietnia 1919 pracował w Głównym Zarządzie Kolei Samaro-Złatoustowskiej, od kwietnia 1919 służył w Armii Czerwonej, od sierpnia do listopada 1919 był szefem Wydziału Politycznego 20 Samodzielnej Brygady Piechoty, a od maja do września 1921 szefem Wydziału Politycznego 145 Brygady Piechoty. W 1923 został sekretarzem odpowiedzialnym Centralnego Komitetu Rejonowego RKP(b) w Samarze, potem do listopada 1925 był zastępcą kierownika Wydziału Organizacyjnego Saratowskiego Gubernialnego Komitetu RKP(b), a od listopada 1925 do lipca 1926 sekretarzem odpowiedzialnym Komitetu Powiatowego RKP(b)/WKP(b) w Bugurusłanie. W 1926 był słuchaczem kursów funkcjonariuszy partyjnych przy KC WKP(b), od 22 listopada 1926 do 14 listopada 1937 sekretarzem odpowiedzialnym/I sekretarzem Czuwaskiego Komitetu Obwodowego WKP(b), następnie do grudnia 1938 starszym inspektorem Sektora Rejonowych Dróg Wiejskich Obwodowego Oddziału Drogowego w Czelabińsku. 27 czerwca 1935 został odznaczony Orderem Lenina.
28 grudnia 1938 został aresztowany, 13 lutego 1941 skazany na 10 lat pozbawienia wolności i 5 lat utraty praw, zmarł w łagrze.